# Barrio Nuevo (Neuquén)
El Barrio Nuevo es un barrio de la ciudad de Neuquén, Argentina. 

## Geografía física
Está ubicado en el centro-sur de la ciudad. 
Sus límites están definidos por la ordenanza municipal 5388/92 y graficados por el SITUN. Estos son:
- Al norte: La avenida urbana Ingeniero Mosconi, (ex-Ruta 22) y su colectora sur Juan Julián Lastra. Este sistema vial lo separa del área Centro Sur.
- Al este: avenida Olascoaga, que lo separan del barrio Belgrano.
- Al sur: arroyo Villa María y calle Lanín, que lo separan del barrio Villa María. Actualmente el arroyo se encuentra entubado y discurre bajo espacios verdes. Algunos de ellos adyacentes o dentro de la calle Ceferino Namuncurá.
- Al oeste: calle Leguizamón, que lo separa del barrio Villa Florencia.

Sus dimensiones máximas son: 550 m en dirección norte-sur y 720 m en dirección este-oeste. Su superficie es de 38.0 hectáreas.
El barrio está ubicado en la vieja planicie de inundación del río Limay. Varias inundaciones debidas a la crecida del río se recuerdan en los primeros años de vida de la ciudad. En las más grandes (1931 y julio de 1958) las aguas llegaron a las vías el ferrocarril y la ruta 22 respectivamente, cubriendo totalmente el barrio. Con la construcción de la represa El Chocón (1972) y otras, estas inundaciones comenzaron a ser controladas lo que hizo posible la consolidación urbana hacia el sur. 
A inicios del siglo XX, varios cursos de agua secundarios atravesaban la planicie de inundación. Con el avance urbano se rellenaron algunos (como el arroyo Carrol) pero se respetaron dos ubicados más al sur: el arroyo Villa María, con 3 metros de profundidad, y más al sur, el arroyo Durán. Para el año 1958 el arroyo Villa María aún era visible al oeste de la Avenida Olascoaga. A inicios el siglo XXI el arroyo está entubado hasta calle Corrientes.

## Historia
El barrio se creó en el año 1908, cuando se lotean tierras productivas que pertenecieron a Francisco Armas. Por esto, el asentamiento se denominó inicialmente Villa Armas. Entre los primeros pobladores había muchos policías por lo que, en esa época, era conocido también como barrio de los Milicos.
Unos años después, en 1929 o 1937, tiene lugar una inundación que destruyó las viviendas de adobe que hasta ese momento conformaban el barrio. Luego de la inundación el barrio se reconstruye y adopta el nombre de Barrio Nuevo. La fecha de esta inundación fue 18 de agosto y es considerada como el aniversario del barrio.
En 1947 se funda el Club Barrio Nuevo que tendría una sede en calle Intendente Carro. En el año 1985, el club se une a los clubes Deportivo Limay, Deportivo Neuquén para crear el club Atlético Neuquén.
El Club Barrio Nuevo fue la institución que impulsó el acceso al suministro de agua potable en el barrio. Entre los años 1950 y 1956 se organizaron festivales bailables con el fin de recaudar fondos destinados a dotar de agua corriente al barrio, colocando a su vez canillas púbicas. En esos años, la presidencia del Club la ocupaba Ramón Poblet.

## Demografía
Según datos del censo 2010, el barrio tenía una población de 2423 habitantes. Del total de la población, 1183 eran varones y 1240, mujeres. La cantidad de viviendas era 935.

## Urbanismo
Según en Código de Planeamiento y Gestión Urbano Ambiental de la ciudad de Neuquén, el barrio, como los aledaños, está dividido en distintas zonas según el uso del suelo.
- Zonas de usos mixtos: En estas zonas conviven usos residenciales y centrales, con usos de equipamientos y de pequeñas y medianas industrias. Poseen buena accesibilidad y es donde se localizan usos que sirven al conjunto urbano y microregional. En el barrio, corresponde a la subcategoría Mixta Central (MC) y se desarrolla en la zona adyacente a la ex-ruta 22 (hasta calle Beltrán).
- Zona residencial: abarca la faja al sur del barrio, al sur de la calle Beltrán y corresponde a la una densidad alta (Rga1)[20]

Además de zonas, el Plan prevé corredores que incluyen alineamientos comerciales. Estos corredores se desarrollan a lo largo de las principales vías de comunicación:
- Corredor central (cC1): avenida Olascoaga
- Corredores Mixtos: avenida urbana Ingeniero Mosconi, (ex-Ruta 22) y su colectora sur Juan Julián Lastra (cM1) y calle Luis Beltrán (cM2)

- Corredores Residenciales: calles Lanín (cR4), Leguizamón, Láinez y La Pampa (cR6).[21]

### Espacios Verdes
El grupo de espacios verdes más grande y consolidado del barrio son las plazoletas ubicadas en las isletas del bulevar de la avenida Olascoaga. Se trata de 4 espacios rectangulares de 25 m de ancho que atraviesan el barrio de norte a sur. Su largo típico es de 100 m excepto el adyacente a la avenida Mosconi, de 75 m. Todo el conjunto suma un área de 0,93 ha. Estos espacios verdes han recibido nombres. Estos, de norte a sur, son: Juan José Mantelli, Gral. Manuel Belgrano, Junta de Estudios Históricos de Neuquén y Alfredo Palacios. En los últimos años, la mayoría han sido parcialmente pavimentadas y convertidas en estacionamiento. La única excepción, que sigue siendo espacio verde, es la plazoleta Junta de Estudios Históricos de Neuquén.   
El otro grupo de espacios verdes son un conjunto poco desarrollado alineado a lo largo del antiguo curso del arroyo Villa María en el límite sur del barrio. Se trata de un corredor de un ancho variable entre 10 y 20 metros y 490 m de largo entre la calle Lanín y la av. Olascoaga, dividido en 4 espacios. Dos de ellas tienen nombres: plazoleta Sargento Ramón Poblet entre  calles Misiones y La Pampa y plazoleta Tulio Lacroix.